# Hoofdklasse 2015-16
La Hoofdklase 2015-16 será la edición número 83 de la Hoofdklasse. La temporada comenzó el 13 de noviembre de 2015 y terminó el 14 de mayo de 2016. Inter Moengotapoe fue el campeón defensor.

## Formato
En el torneo participarán 10 equipos que jugarán dos veces entre sí mediante el sistema todos contra todos, totalizando 18 partidos cada uno. Al término de las 18 jornadas el club con el mayor puntaje se proclamará campeón y junto al subcampeón, de cumplir con los requisitos establecidos, podrá participar en el Campeonato de Clubes de la CFU 2017. Por otra parte, el último clasificado descenderá a la SVB-Eerste Klasse.

## Equipos participantes
| Pos.   | Equipo               | Ciudad     | Estadio                        |
| ------ | -------------------- | ---------- | ------------------------------ |
| 1      | Inter Moengotapoe    | Moengo     | Ronnie Brunswijkstadion        |
| 2      | Notch                | Moengo     | Moengo Stadion                 |
| 3      | Walking Boyz Company | Paramaribo | Dr. Ir. Franklin Essed Stadion |
| 4      | Leo Victor           | Paramaribo | Dr. Ir. Franklin Essed Stadion |
| 5      | Transvaal            | Paramaribo | Andre Kamperveen Stadion       |
| 6      | Botopasi             | Botopasi   | N.G.V.B. Stadion (Paramaribo)  |
| 7      | Excelsior            | Meerzorg   | Estadio Meerzorg               |
| 8      | Takdier Boys         | Livorno    | Eddy Blackman Stadion          |
| 1 (SD) | Nishan 42            | Meerzorg   | Estadio Meerzorg               |
| 2 (SD) | Robinhood            | Paramaribo | Dr. Ir. Franklin Essed Stadion |

### Ascensos y descensos
| Pos. | Ascendidos de Eerste Klasse 2014-15 |
| ---- | ----------------------------------- |
| 1    | Nishan 42                           |
| PO   | Robinhood                           |

| Pos. | Descendidos de Hoofdklasse 2014-15 |
| ---- | ---------------------------------- |
| PO   | SCSV Bomastar                      |
| 10   | Sportvereniging Nationaal Leger    |

## Tabla de posiciones
Actualizado el 14 de octubre de 2016.
| Pos. | Equipo               | PJ | PG | PE | PP | GF | GC | DG  | Pts. | Clasificado a                                 |
| ---- | -------------------- | -- | -- | -- | -- | -- | -- | --- | ---- | --------------------------------------------- |
| 1    | Inter Moengotapoe    | 18 | 12 | 4  | 2  | 42 | 21 | +21 | 40   | Campeón y Campeonato de Clubes de la CFU 2017 |
| 2    | Transvaal            | 18 | 9  | 5  | 4  | 33 | 24 | +9  | 32   | Campeonato de Clubes de la CFU 2017           |
| 3    | Leo Victor1          | 17 | 8  | 3  | 6  | 22 | 16 | +6  | 27   |                                               |
| 4    | Nishan 42            | 18 | 7  | 5  | 6  | 38 | 31 | +7  | 26   |                                               |
| 5    | Walking Boyz Company | 18 | 8  | 2  | 8  | 40 | 37 | +3  | 26   |                                               |
| 6    | Botopasi             | 18 | 7  | 3  | 8  | 33 | 38 | −5  | 24   |                                               |
| 7    | Robinhood            | 18 | 6  | 3  | 9  | 27 | 31 | −4  | 21   |                                               |
| 8    | Takdier Boys         | 18 | 5  | 5  | 8  | 24 | 30 | −6  | 20   |                                               |
| 9    | Notch1               | 17 | 6  | 3  | 8  | 23 | 30 | −7  | 18   |                                               |
| 10   | Excelsior            | 18 | 3  | 3  | 12 | 23 | 47 | −24 | 12   | Eerste Klasse 2016-17                         |

1 El partido entre SV Notch y Leo Victor no fue jugado; posteriormente se le dedujeron 3 puntos a SV Notch